# Bdeogale omnivora
La mangosta sokoke (Bdeogale omnivora) es una especie de mamífero carnívoro de la familia de los herpéstidos endémica de los bosques costeros de África Oriental de Tanzania y Kenia.

## Distribución
La especie fue observada por primera vez en la Reserva Natural Amani en Tanzania en 1939. Desde entonces, la especie no fue registrada en el país. Sin embargo, en julio de 2003, durante una excursión de observación de aves, algunos ornitólogos observaron la mangosta.
Durante los estudios con cámaras trampa realizados en 2019, la especie fue identificada en dos bosques costeros de Kenia: el Reserva nacional de Boni (aproximadamente 4000 km²) y el Parque nacional de Arabuko Sokoke (416 km²).

## Descripción
Está estrechamente relacionado con Bdeogale crassicauda, pero se diferencia principalmente por el color del pelaje y el tamaño más pequeño. Con una longitud de cabeza y cuerpo de 34 a 45 cm, una longitud de cola de 18 a 24 cm y un peso de 0,7 a 1,6 kg, la especie es una de las mangostas de patas negras más pequeñas. Su cuerpo está cubierto con pelaje de color amarillo a naranja y con pelos protectores canosos de color marrón oscuro con anulaciones más claras. Las extremidades son de color marrón chocolate oscuro a negro. La cabeza es pequeña con orejas redondeadas. Cola tupida y corta.

## Hábitat
Vive en bosques de tierras bajas y en montañas hasta los 1700 metros de altitud. Ocasionalmente han sido vistos en áreas abiertas adyacentes para buscar alimento. Los individuos son nocturnos y cazan principalmente insectos.